# Gnaphalium unionis
Gnaphalium unionis là một loài thực vật có hoa trong họ Cúc. Loài này được Sch.Bip. ex Oliv. & Hiern mô tả khoa học đầu tiên năm 1877.